# Pseudodinera nigripes
Pseudodinera nigripes är en tvåvingeart som beskrevs av Brauer och Julius Edler von Bergenstamm 1891. Pseudodinera nigripes ingår i släktet Pseudodinera och familjen parasitflugor. Inga underarter finns listade i Catalogue of Life.